# Stanford (Kentucky)
Stanford è una città degli Stati Uniti d'America, situata nello Stato del Kentucky, nella contea di Lincoln, della quale è il capoluogo.